# Operatie Coalscuttle
Onder de codenaam Operatie Coalscuttle werden in augustus 1945 Duitse krijgsgevangenen vrijgelaten. 

## Geschiedenis
Tijdens de Tweede Wereldoorlog maakte de geallieerden veel krijgsgevangenen. Het betrof hier veelal soldaten, maar ook leden van andere onderdelen van het leger werd krijgsgevangen gemaakt. Tijdens Operatie Coalscuttle werden hoofdzakelijk personen van de beroepsgroep mijnwerkers vrijgelaten.